# Polêmica sobre a lobista de John McCain

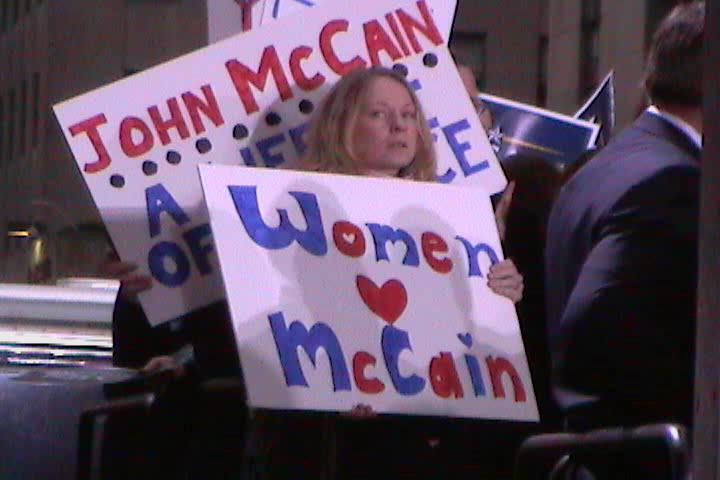
Vicki Iseman em um comício para a campanha presidencial de John McCain em 5 de fevereiro de 2008

Em 21 de fevereiro de 2008, durante a campanha de John McCain nas primárias presidenciais do Partido Republicano de 2008, os jornais The New York Times e Washington Post publicaram artigos detalhando rumores de uma relação imprópria entre John McCain e a lobista Vicki Iseman.
De acordo com o artigo do The New York Times, McCain, que era membro do Comitê de Comércio do Senado na época em que Iseman fazia lobby no comitê, desenvolveu uma relação pessoal próxima com ela. O The New York Times enfrentou intensas críticas pelo artigo devido ao uso de fontes anônimas e ao momento de sua publicação.
Em dezembro de 2008, Iseman entrou com um processo de US$27 milhões por difamação contra o The New York Times, alegando que o jornal comunicou falsamente uma relação romântica ilícita entre ela e McCain. O The New York Times afirmou que "defendia totalmente o artigo" e que a história era "verdadeira e precisa". O processo foi resolvido em fevereiro de 2009 sem troca de dinheiro entre as partes. No entanto, como condição do acordo, o The New York Times publicou uma incomum "Nota aos Leitores", afirmando que o jornal não tinha a intenção de alegar qualquer caso amoroso.

## McCain e a FCC
McCain escreveu cartas em 1998 e 1999 para a Federal Communications Commission (FCC) incentivando-a a manter acordos de marketing que permitiam a uma empresa de televisão controlar duas estações na mesma cidade, uma posição que Iseman defendia em nome de seu cliente, Glencairn Ltd. (atualmente Cunningham Broadcasting). McCain também apresentou um projeto de lei para criar incentivos fiscais para a propriedade de estações por minorias, algo que várias empresas representadas por Iseman buscavam.
Em fevereiro de 1999, McCain e Iseman participaram de um pequeno jantar de arrecadação de fundos com vários clientes na casa de um executivo de uma empresa de cruzeiros na área de Miami, e depois voaram de volta para Washington junto com um assessor de campanha no jato corporativo da Paxson Communications (atualmente ION Media Networks [en]), um dos clientes de Iseman. Mais tarde, em 1999, Iseman pediu a McCain que escrevesse à FCC instando-a a tomar uma decisão rápida em um caso envolvendo a Paxson Communications. De acordo com um e-mail enviado ao The New York Times, Iseman forneceu à equipe de McCain as informações para redigir a carta. As duas cartas de McCain à FCC resultaram em uma rara repreensão pública do presidente da FCC, William Kennard, a McCain por sua interferência nas deliberações da FCC.
McCain também negou frequentemente pedidos de Iseman e das empresas que ela representava, incluindo tentativas em 2006 de desmembrar pacotes de TV a cabo, algo oposto pelas empresas que ela representava. Suas propostas para distribuição via satélite de estações de televisão locais também não correspondiam aos desejos dos clientes de Iseman.
Iseman afirmou que nunca recebeu tratamento especial do escritório de McCain, e McCain disse que nunca demonstrou favoritismo a Iseman ou seus clientes. Durante uma ligação para Bill Keller, editor-executivo do The New York Times, ele disse: "Nunca traí a confiança pública fazendo algo assim."
Os clientes de Iseman contribuíram com dezenas de milhares de dólares para as campanhas de McCain.

## Suposta relação romântica com McCain
De acordo com a história do The New York Times, Iseman começou a visitar os escritórios de McCain e eventos de campanha com tanta frequência em 2000 que seus assessores estavam "convencidos de que a relação havia se tornado romântica". Um membro da equipe supostamente perguntou: "Por que ela está sempre por aqui?"
De acordo com a narrativa do The New York Times, os assessores também temiam que a relação de McCain com Iseman atraísse atenção negativa da mídia devido às cartas que McCain escreveu a reguladores governamentais em nome dela, especialmente porque a campanha de McCain enfatizava sua probidade e incluía propostas para regulamentação mais rigorosa do lobbying nos Estados Unidos [en]. O artigo do The New York Times nunca alegou explicitamente que um caso amoroso ocorreu. Daniel Schnur, diretor de comunicação de McCain em 2000, sem conexão atual com a campanha, chamou a história do The New York Times de "altamente improvável".

## Ação dos assessores de McCain
O The New York Times e o Washington Post relataram que membros anônimos da equipe iniciaram uma campanha para "salvar McCain de si mesmo", restringindo o acesso de Iseman a McCain durante as primárias presidenciais de 2000. De acordo com a história do Washington Post publicada no mesmo dia que a do The New York Times, Weaver se encontrou com Iseman na Union Station (Washington, D.C.) para dizer a ela que não deveria mais ver McCain. Weaver, que organizou o encontro após uma discussão entre os líderes da campanha, disse que ele e Iseman discutiram "sua conduta e o que ela supostamente havia dito às pessoas, o que chegou até nós". Weaver ouviu que ela estava dizendo que "tinha fortes laços com o Comitê de Comércio e sua equipe" e disse a ela que isso estava errado e que deveria parar. Não houve discussão sobre um envolvimento romântico porque, segundo Weaver, "não havia motivo para isso". Iseman confirmou que se encontrou com Weaver, mas contestou sua versão da conversa.
Supostamente, um conselheiro de campanha não identificado foi instruído a manter Iseman afastada de McCain em eventos públicos, e foram feitos planos para limitar seu acesso aos escritórios dele. Foi relatado que associados da campanha confrontaram McCain diretamente sobre os riscos que ele estava correndo com sua campanha e carreira. McCain supostamente admitiu que estava se comportando de maneira inadequada e prometeu se distanciar de Iseman. As preocupações com a relação eventualmente diminuíram à medida que a campanha prosseguia.

## Resposta da campanha de McCain
Na noite de 20 de fevereiro, antes do artigo aparecer na edição impressa do jornal, mas logo após a história estar disponível online, a campanha presidencial de McCain emitiu a seguinte declaração: "É uma vergonha que o The New York Times tenha reduzido seus padrões para se envolver em uma campanha de difamação covarde. John McCain tem um histórico de 24 anos servindo nosso país com honra e integridade. Ele nunca violou a confiança pública, nunca fez favores para interesses especiais ou lobistas, e não permitirá que uma campanha de difamação o distraia das questões em jogo nesta eleição. Os americanos estão cansados desse tipo de política rasteira, e não há nada nesta história que sugira que John McCain tenha violado os princípios que guiaram sua carreira." Um conselheiro da campanha de McCain acrescentou que o relatório "parece uma fofoca de tabloide".
Robert S. Bennett, contratado por McCain para representá-lo neste assunto, defendeu o caráter de McCain. Bennett, um democrata registrado, foi o investigador especial durante o escândalo Keating Five [en], revisitado pelo The New York Times no artigo. Bennett, que coincidentemente estava no programa Hannity and Colmes da Fox News para promover sua autobiografia pouco depois que o jornal publicou a história em seu site, disse que investigou McCain completamente na época e sugeriu ao Comitê de Ética do Senado que não apresentasse acusações contra McCain.
E se há uma coisa da qual estou absolutamente confiante, é que John McCain é um homem honesto. Eu recomendei ao Comitê de Ética do Senado que ele fosse excluído do caso, que não havia evidências contra ele, e acho que o fato de o New York Times desenterrar isso apenas mostra que a declaração pública do senador McCain sobre isso está correta. É uma campanha de difamação. Desculpe-me.
McCain falou em uma coletiva de imprensa no dia seguinte, dizendo: "Estou muito desapontado com o artigo. Não é verdade." Ele afirmou que nunca demonstrou favoritismo pelos clientes dela: "Em nenhum momento fiz algo que traísse a confiança pública." Ele prosseguiu caracterizando Iseman como uma amiga, mas não mais próxima do que outros lobistas. Tanto ele quanto sua esposa negaram veementemente qualquer impropriedade. Ele disse que não estava ciente do encontro de Weaver com Iseman nem das preocupações de sua equipe sobre sua associação.

## Ética da publicação questionada
A decisão do The New York Times de publicar o artigo, baseando-se quase inteiramente em fontes anônimas, levantou questões éticas sobre a veracidade e a relevância da história.
George Stephanopoulos, correspondente da ABC News, afirmou que, embora prejudicial, enquanto as fontes permanecessem anônimas, a história não descarrilaria a campanha. Ele citou assessores de McCain que disseram que atacariam o The New York Times "com extrema agressividade — se o jornal agisse como partidário, eles o tratariam como tal". No mesmo dia, o senador Joe Lieberman, que endossou McCain para a presidência, declarou: "A história, na minha opinião, é extremamente injusta com ele. Não há nada de concreto ali."
O editor da U.S. News & World Report, Mort Zuckerman, disse: "Não acho que haja fontes reconhecidas o suficiente para essa história." O comentarista Bill O'Reilly questionou por que o jornal endossou McCain em 25 de janeiro de 2008 para a nomeação republicana se tinha informações que alegavam uma relação inadequada.
Acadêmicos e revistas jurídicas ofereceram tanto apoio quanto críticas à história. O editor da American Journalism Review afirmou que, embora o artigo não fosse totalmente convincente, ele levantava questões sobre a reputação de McCain como reformador. O editor da Columbia Journalism Review disse que as circunstâncias descritas na história eram suficientes para justificar sua publicação. No entanto, um decano da Columbia Graduate School of Journalism discordou, dizendo: "Se você não cobriu todas as bases ou não foi transparente sobre de onde conseguiu as informações... então a crítica toma conta e a história perde seu significado." Kathleen Hall Jamieson, diretora do Annenberg Public Policy Center, criticou o jornal por focar no suposto caso.
Várias vozes conservadoras, que recentemente haviam criticado McCain, vieram em sua defesa. Brent Bozell, do Media Research Center (amplamente visto como conservador), especulou que a história foi publicada às pressas por medo do constrangimento de um artigo iminente da The New Republic relatando dissensões internas sobre a história. O apresentador de talk show Rush Limbaugh disse: "É isso que acontece quando você atravessa o corredor e tenta fazer essas pessoas seus amigos. Não estou nem um pouco surpreso que o NYT tente derrubar John McCain." Jay Ambrose, colunista de opinião do Boston Herald, resumiu o sentimento deles escrevendo: "Uma das primeiras regras do jornalismo decente e baseado em princípios é que você não publica rumores. No entanto, foi exatamente isso que o New York Times [NYT] fez em um trabalho de difamação contra John McCain. ..." A colunista do San Francisco Chronicle, Debra Saunders, escreveu: "O jornal se propôs a lançar luz sobre a ética de McCain, mas acabou voltando uma luz severa sobre suas próprias falhas éticas."
Alguns comentaristas e críticos liberais do Partido Republicano também questionaram o propósito da história. Jonathan Alter, da Newsweek, disse que o artigo carecia de evidências físicas, observando: "Vamos encarar, as pessoas estão mais interessadas em sexo do que em atividades de lobby de telecomunicações." John Dean argumentou que, se falsa, a história é injusta e prejudicial, sugerindo que recurso legal era possível. A jornalista Hanna Rosin, escrevendo para a Slate, disse que o Times apressou a publicação da história e deixou questões-chave sem resposta, escrevendo: "Ou escreva a história de traição ou não escreva. Como está, parece apenas uma história fraca onde eles citam um monte de fontes anônimas de campanha antigas, mas não têm nenhuma evidência real do caso. E eles tornam muito mais fácil para McCain simplesmente pisotear a história." Também escrevendo para a Slate, Michael Kinsley criticou o Times por "acrobacias semânticas" ao "se defender com uma afirmação absurda de que não estava tentando insinuar o que obviamente estava tentando insinuar".
Em defesa do artigo, repórteres do Politico questionaram se, caso a história fosse sobre o possível oponente de McCain em 2008, o senador Barack Obama, os conservadores teriam ficado mais curiosos sobre os detalhes da história, que eles achavam ter substância. Esse sentimento foi ecoado pela The New Republic. O editor do Times, Bill Keller, defendeu a história, dizendo que os fatos foram bem verificados e que o momento da publicação foi resultado de esperar até que a história estivesse pronta. Outros editores do Times defenderam o uso de fontes anônimas, dizendo que conheciam suas identidades e que elas forneceram relatos completos e consistentes. No entanto, Clark Hoyt, o ombudsman do The New York Times, criticou o artigo por sua falta de detalhes e provas independentes.

## Artigo complementar
Em 23 de fevereiro, o The New York Times publicou um artigo complementar ao original, focando nos esforços de McCain para ajudar um cliente de Iseman perante a FCC. Segundo o artigo, "No final de 1998, o senador John McCain enviou uma carta excepcionalmente direta ao chefe da Comissão Federal de Comunicações, alertando que tentaria reformular a agência se ela fechasse uma brecha de propriedade de transmissão."
O ex-assessor do presidente Bill Clinton e apoiador de Hillary Clinton, Lanny Davis, disse que o artigo "não tinha mérito". Afirmando que não apoiava a candidatura de McCain à Casa Branca, Davis, que também fez lobby pela mesma causa que Iseman representava para McCain, disse que McCain apenas escreveu uma carta à FCC pedindo que "agissem logo" e se recusou a escrever uma carta que apoiasse a venda da estação de televisão mencionada no artigo.

## Processo por difamação e acordo
Em dezembro de 2008, Iseman entrou com um processo de US$27 milhões por difamação contra o The New York Times, alegando que o jornal comunicou falsamente uma relação romântica ilícita entre ela e McCain. O The New York Times afirmou que "defendia totalmente o artigo" e que a história era "verdadeira e precisa".
Em fevereiro de 2009, o processo foi resolvido sem troca de dinheiro entre as partes. Da cobertura do The New York Times sobre o acordo: "Na quinta-feira, as duas partes divulgaram uma declaração conjunta dizendo: 'Para resolver o processo, a Sra. Iseman aceitou a explicação do Times, que aparecerá em uma Nota aos Leitores a ser publicada no jornal em 20 de fevereiro, de que o artigo não afirmou, e o Times não pretendia concluir, que a Sra. Iseman havia se envolvido em um caso romântico com o senador McCain ou em uma relação antiética em nome de seus clientes em violação da confiança pública.' Essa declaração foi publicada no site do Times, assim como uma declaração dos advogados da Sra. Iseman. Eles escreveram, em parte: 'Se este caso tivesse ido a julgamento, a determinação judicial de se ela tem direito às proteções garantidas a uma cidadã privada teria sido o assunto de uma batalha feroz e pivotal, com a Sra. Iseman insistindo em seu status como pessoa privada e o New York Times afirmando que ela havia entrado na arena pública, e, portanto, era um alvo justo.'" Os advogados de Iseman para a declaração publicada foram Rodney A. Smolla, advogado e reitor da Washington and Lee University School of Law, e W. Coleman Allen Jr., advogado de julgamento da Allen, Allen, Allen & Allen, com sede em Richmond, Virgínia.
Iseman falou publicamente contra a história do The New York Times pela primeira vez durante uma entrevista em 2 de março de 2009 no The Early Show, onde negou veementemente ter tido um caso com McCain e disse sobre a história: "Qualquer afirmação de que havia algo inapropriado, ética ou profissionalmente ou pessoalmente, simplesmente não é verdade." Iseman criticou a forma como a história foi tratada e sentiu que o jornal se envolveu tanto em provar que era verdade que se tornou "incontrolável". Ela também disse que toda a história parecia ser baseada em uma única fonte, que ela alegou ser John Weaver, um consultor político de McCain que ela acreditava estar ofendido quando Iseman criticou um discurso que Weaver poderia ter escrito. Ela disse sobre a influência de Weaver na história: "[tudo] remontava a uma única pessoa, um operador político que deixou a campanha do senador em circunstâncias hostis. ... Todos os caminhos levam de volta a ele." Weaver, que foi citado na história original do Times dizendo que se encontrou com Iseman após preocupações serem levantadas sobre sua presença na campanha, disse anteriormente que não falou com o jornal sem permissão da campanha de McCain.